# Долгомостьево
Долгомостьево — село в Луховицком районе Московской области, принадлежит к Газопроводскому сельскому поселению. Также Долгомостьево относится и к более мелкому административному образованию внутри Луховицкого района — Нижнемасловскому сельскому округу (центр — село Нижнее Маслово).
Долгомостьево расположено на правом берегу речки Мечи. По данным 2010 года в деревне проживает 45 человек. Ближайшие населённые пункты к деревне: Нижнее Маслово — 1 км, посёлок совхоза «Орешково» — 2 км и деревня Орешково — 3 км.

## История
Раньше село называлось Долгий мост.

## Достопримечательности
Церковь Казанской иконы Божией Матери. Реконструкция церкви.

## Население
| 2002 | 2006 | 2010 |
| ---- | ---- | ---- |
| 61   | ↘52  | ↘45  |

## Люди связанные с деревней
- Мария Дмитриевна Козлова (Шаронова) (1919—1994), преподаватель, родилась в Долгомостьеве
- Николай Дмитриевич Козлов (1921—1983), участник Великой Отечественной войны, генерал-майор СА, доцент, родился в Долгомостьеве
- Александр Дмитриевич Козлов (1923—1984), участник Великой Отечественной войны, военный инженер, родился в Долгомостьеве
- Иван Дмитриевич Козлов (1925—2005), участник Великой Отечественной войны, кавалер ордена Славы III степени, инженер-конструктор, родился в Долгомостьеве[9].
- Валентина Дмитриевна Козлова (Дермичева) (1927—2010), экономист, родилась в Долгомостьеве
- Дмитрий Николаевич Козлов (1889—1974), отец М. Д., Н. Д., А. Д., И. Д. и В. Д. Козловых, родился и жил в Долгомостьеве, с 1930 г. — рабочий в Москве; в Первую мировую войну был награждён четырьмя Георгиевскими крестами.

## Расположение
- Расстояние от административного центра поселения — посёлка Газопроводск
  - 7,5 км на восток от центра посёлка
  - 9,5 км по дороге от границы посёлка
- Расстояние от административного центра района — города Луховицы
  - 24 км на юго-восток от центра города
  - 25 км по дороге от границы города (по Новорязанскому шоссе и далее через посёлок совхоза «Орешково»)

## Транспорт
Долгомостьево связано автобусным рейсом № 36 Луховицы — посёлок совхоза «Орешково» с райцентром городом Луховицы и некоторыми сёлами Луховицкого района.

## Сельское хозяйство
Фермерские хозяйства. Прицерковное хозяйство.